# 패티 스미스

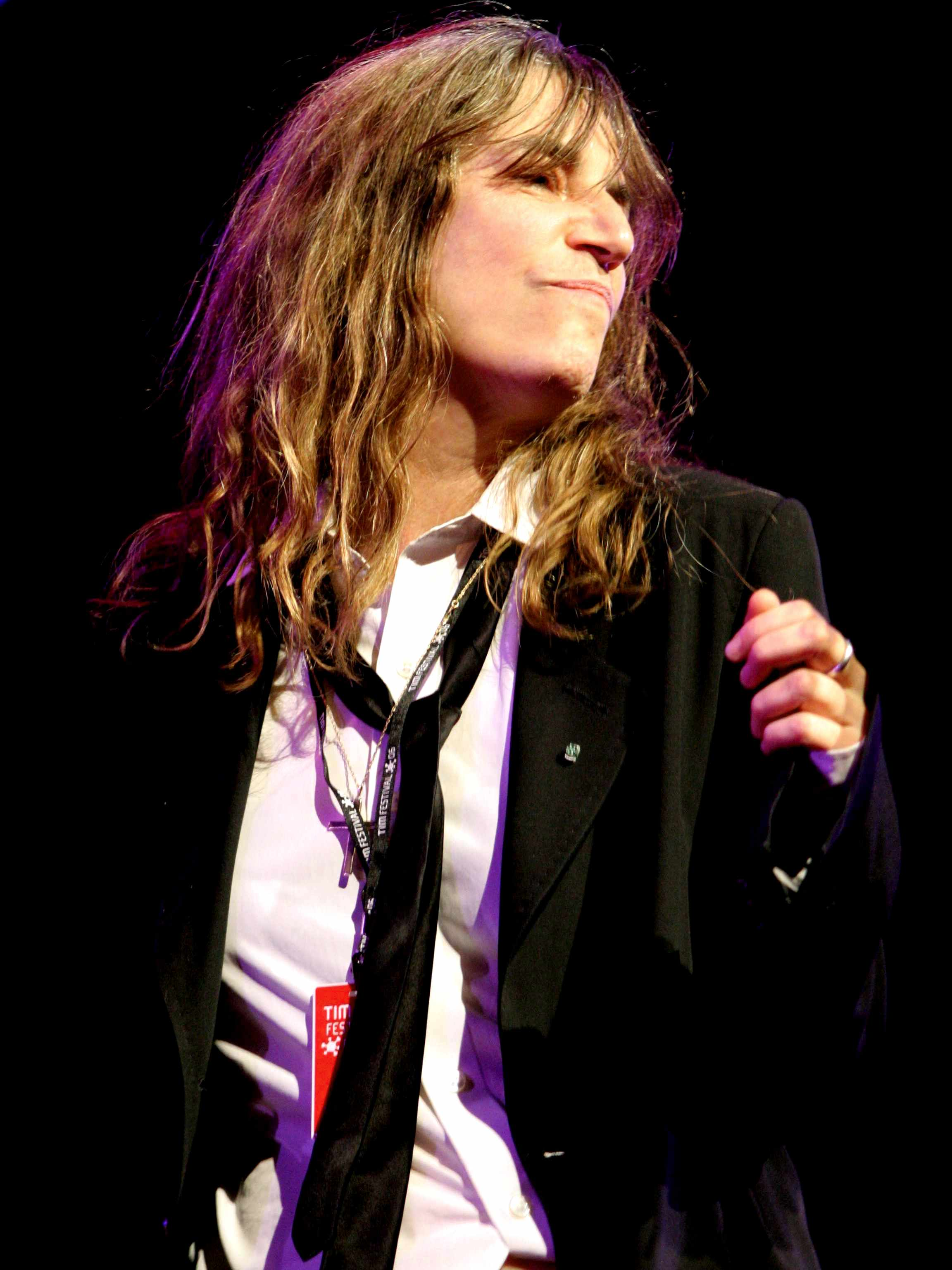
패티 스미스가 브라질 리우 데 자네이루에서 공연하고 있다(2006년).

퍼트리샤 리 "패티" 스미스(Patricia Lee "Patti" Smith, 1946년 12월 30일~)는 미국의 싱어송라이터이다. 펑크씬에 많은 영향을 끼쳤기 때문에 펑크의 대모라고 불린다. 1975년 데뷔 앨범 《Horses》를 발매하면서 널리 알려졌다. 그 전엔 비트 시인들과 뉴욕에서 어울렸다. 아르튀르 랭보 등 19세기 초현실주의 프랑스 시의 영향을 많이 받았다. 펑크에 시적인 가사를 통해 문학성을 도입했다는 평가를 받았다. 이후 결혼을 한 후에 한동안 가사와 육아에 전념을 하다가 남편이 죽고 난 뒤에 폴라로이드 카메라로 사진을 찍기도 했다.
"펑크 계관 시인"이라고도 불리는 패티 스미스는 자신의 작품에 록과 시를 융합했다. 가장 유명한 곡으로 브루스 스프링스틴과 같이 쓴 "Because the Night"는 1978년 빌보드 핫 100 차트 13위, 영국 차트 5위에 올랐다. 2005년 스미스는 프랑스 문화부로부터 문예훈장 사령관으로 임명되었다.
2007년 로큰롤 명예의 전당에 올랐으며, 2010년 12월에 롤링 스톤 매거진에서 선정한 역대 위대한 아티스트 100 리스트에서 47위에 선정되었고, 2011년에 폴라음악상을 받았다.
2010년 11월 패티 스미스는 회고록 <저스트 키즈>로 전국도서상을 받았다. 이 책으로 그녀는 오랜 파트너였던 로버트 메이플소프와의 약속을 지켰다.

## 역사

### 1946-1967년: 어린 시절
패티 스미스는 시카고에서 태어났다. 그의 어머니 베벌리 스미스는 재즈 싱어였고, 그의 아버지 그랜트 스미스는 허니웰 발전소에서 기술자로 일했다. 아일랜드 가계로 패티는 네 자녀 중 첫째다. 그는 유년 시절을 뉴저지 우드버리 가든스에서 보냈다. 1964년 뎁퍼드 타운십 고등학교를 졸업하고 공장에서 일했다. 1967년 딸을 낳았고 입양기관에 보냈다. 그의 어머니는 '여호와의 증인'의 열렬한 신도로 패티에게 종교적인 교육과 성경 공부를 시켰다. 하지만 패티는 십대 시절에 제도화된 종교를 거부하고 떠나게 되는데, 이는 그것이 너무나 그에게 제한을 가한다고 느꼈기 때문이다. 이에 대한 부분은 노래 'Gloria'의 첫 구절에 나타나 있다. 그 구절은 다음과 같다.
'Jesus died for somebodys sins but not mine: 예수는 내 죄가 아니라, 그 누군가의 죄를 위해 죽었다네."

### 1967-1973년: 뉴욕 시절
1967년에 패티는 다니던 대학을 떠나 뉴욕에 정착한다.

## 음악
| 정규앨범 - Horses (1975) - Radio Ethiopia (1976) - Easter (1978) - Wave (1979) - Dream of Life (1988) - Gone Again (1996) - Peace and Noise (1997) - Gung Ho (2000) - Trampin' (2004) - Twelve (2007) | 라이브 앨범 - Live aux Vieilles Charrues (2004) - Horses/Horses (2005) 편집 - The Patti Smith Masters (1996) - Land (2002) - iTunes Originals (2008) EP - Hey Joe / Radio Ethiopia (1977) - Set Free (1978) |

## 도서
- Seventh Heaven (1972)
- Witt (1973)
- Babel (1978)
- Woolgathering (1992)
- Early Work (1994)
- The Coral Sea (1996)
- Patti Smith Complete (1998)
- Strange Messenger (2003)
- Auguries of Innocence (2005)

## 출연 작품
- 송 투 송 (2017)